# Hrvatska straža (stranka)
Hrvatska straža – nacionalna stranka je nacionalistička, radikalno desna, konzervativna politička stranka u Republici Hrvatskoj
Stranka je osnovana 2011. godine, sa sjedištem u Osijeku. Prvi predsjednik je Ivan Vekić. 
Cilj joj je očuvanje "tradicionalnog, domoljubnog i demokratskog svjetonazora", a temeljna politička načela "Hrvatske straže" su nacionalna sloboda hrvatskoga naroda, teritorijalna cjelovitost i nepovrjedivost državnih granica Republike Hrvatske, društvena i socijalna pravda, osobna prava svakoga građanina i vladavina prava, "čime se postiže podudarnost državne politike s narodnim pravima i pravima pojedinca". "Državotvornost, socijalna pravda i vladavina prava su neotuđive nacionalne vrijednosti, a sloboda i prava pojedinaca univerzalne vrijednosti, koje ova stranka promiče i štiti."
Zalaže se za vraćanje cjelokupnog "prirodnog i političkog prostora" Hrvata Hrvatskoj, tj. smatraju da Hrvatska i dalje polaže pravo na područja "oteta Hrvatskoj nakon raspada bivših država". Protive se ulasku u EU, a traže izlazak iz NATO-a, ponovo vraćanje vojnog roka i jačanje vojske te uvođenje smrtne kazne.
Politička lozinka stranke je "DOMU VJERNI!".
Za izbore 2011. ušli su u koaliciju s HSP-om, a izlaze samo u IV. izbornoj jedinici.

## Također pogledajte
- Hrvatski nacionalizam
- Hrvatsko državno pravo

## Vanjska poveznica
- http://hrvatska-straza.com.hr/%5Bneaktivna+poveznica%5D